# Eleccions legislatives senegaleses de 2007
El 3 de juny de 2007 es van celebrar eleccions legislatives al Senegal. Al principi estava previst que se celebressin juntament amb les eleccions presidencials del 25 de febrer de 2007, però van ser ajornades. Catorze partits o coalicions van participar en les eleccions, però van estar marcades per un important boicot de l'oposició. La coalició governant, Sopi, va obtenir 131 escons, 90 d'ells per majoria.